# Martina Werner
Martina Werner (ur. 28 grudnia 1961 w Kassel) – niemiecka polityk i działaczka samorządowa, deputowana do Parlamentu Europejskiego VIII kadencji.

## Życiorys
W 1982 zdała egzamin maturalny, kształciła się następnie w sieci hotelarskiej Holiday Inn. W latach 1985–1991 studiowała w Kassel ekonomię, po czym pracowała w tym mieście m.in. jako referentka.
Została członkinią m.in. związku zawodowego ver.di, a także Socjaldemokratycznej Partii Niemiec. Działała w samorządzie miejscowości Kassel i Niestetal.
W wyborach europejskich w 2014 z ramienia socjaldemokratów została wybrana do Europarlamentu VIII kadencji, w którym zasiadała do 2019.